# Stierkopf-Ampfer
Der Stierkopf-Ampfer oder Ochsenkopf-Ampfer (Rumex bucephalophorus) ist eine Pflanzenart aus der Gattung der Ampfer (Rumex) und der Familie der Knöterichgewächse (Polygonaceae).

## Beschreibung

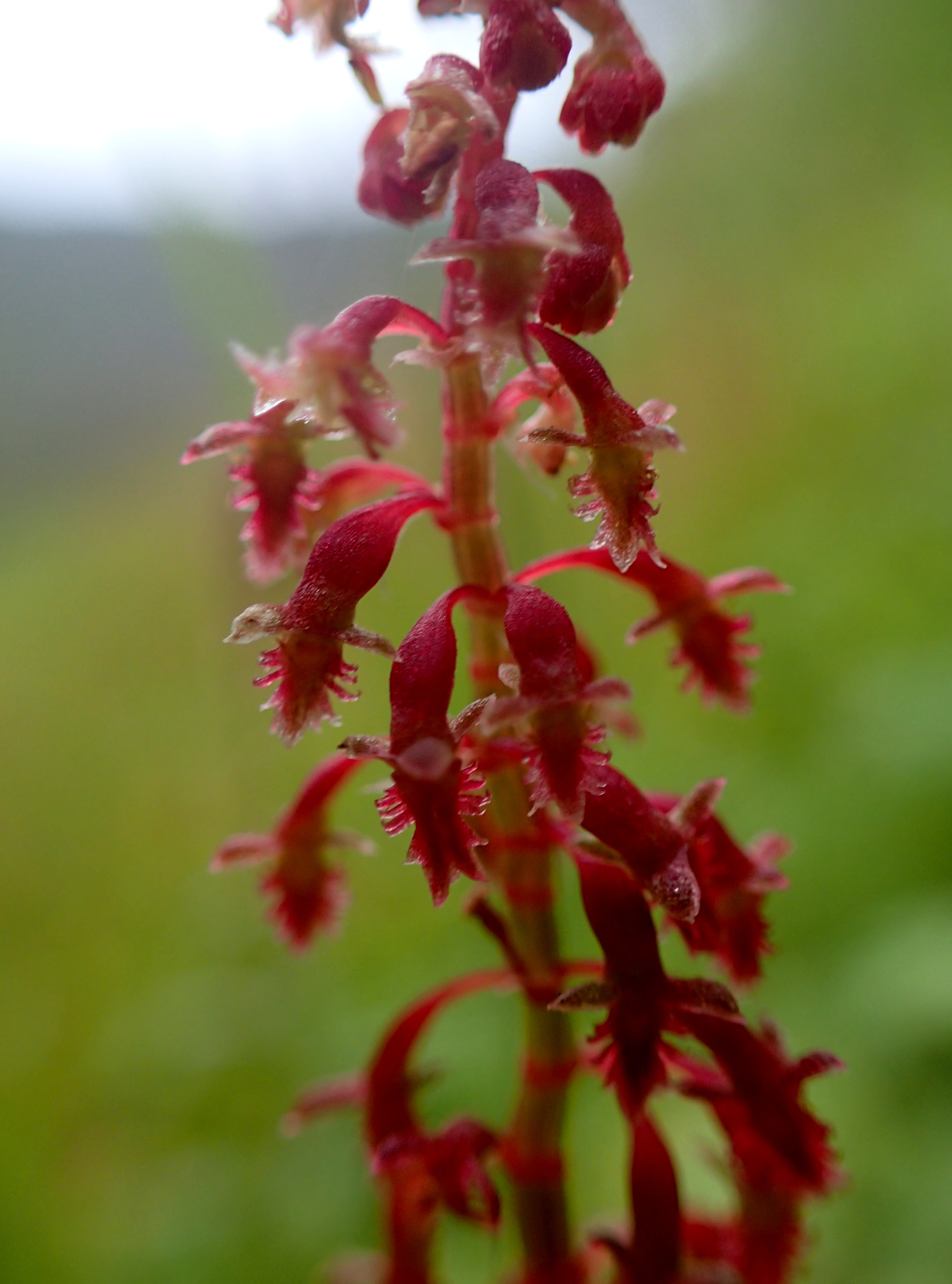
Blütenstand

Der Stierkopf-Ampfer ist eine meist einjährige Pflanze, die 10 bis 50 Zentimeter hoch wird. Ihre kahlen Stängel stehen einzeln, aufrecht und kräftig oder zu mehreren dünn und aufsteigend und sind oft rot überlaufen. Die einfachen, kurz gestielten und wechselständigen, ganzrandigen Laubblätter sind spatelförmig oder eiförmig bis verkehrt-eiförmig, -eilanzettlich. Die kurz gestielten, zwittrigen, kleinen Blüten mit einfacher Blütenhülle stehen meist zu 2 bis 3 traubenartig in den Achseln der Ochrea der Blätter. Die Blütenstiele sind herabgebogen, einige sind schlank, rund und sehr kurz, andere sind länger und keulig verbreitert. Die inneren der sechs Blütenhüllblätter, Valven, sind zur Fruchtzeit vergrößert und besitzen seitlich einige deutliche Zähne und eine kleine Schwiele. Es sind 6 kurze Staubblätter und ein oberständiger Fruchtknoten mit drei kurzen Griffeln vorhanden.
Die Art blüht zwischen März und September. Es werden kleine, leicht scharf dreikantige und eiförmige Nüsschen gebildet, die in den stachligen, schwach schwieligen Valven sitzen.
Die Chromosomenzahl beträgt 2n = 16.

## Vorkommen
Der Stierkopf-Ampfer kommt im Mittelmeergebiet, in Vorderasien, Makaronesien und auf den Azoren vor. Er wächst auf sandigen Böden auf Kulturland und Brachland.

## Taxonomie und Systematik
Der Stierkopf-Ampfer wurde durch Carl von Linné in Sp. Pl.: 336, 1753 erstbeschrieben.  Ein Synonym für Rumex bucephalophorus L. ist Rumex aculeatus L.
Man kann vier Unterarten unterscheiden:

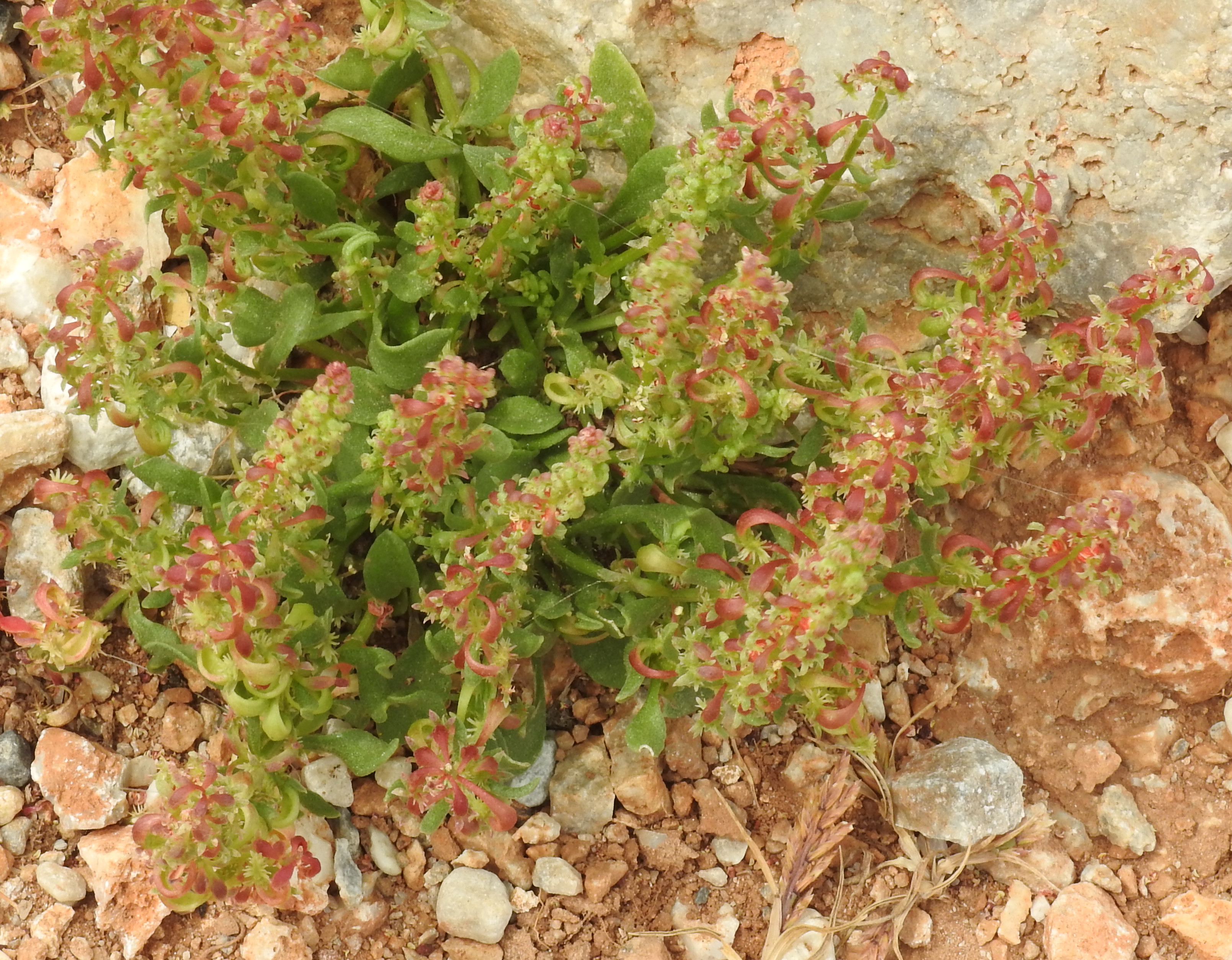
Rumex bucephalophorus subsp. gallicus

- Rumex bucephalophorus subsp. aegaeus Rech.f.: Sie kommt in Griechenland, auf Kreta, in der Ägäis, in der europäischen Türkei, in Sizilien und auf den Balearen vor.[3]
- Rumex bucephalophorus L. subsp. bucephalophorus: Sie kommt in Marokko, Algerien, Tunesien, Libyen, Ägypten, in Spanien, Frankreich, Italien, Sizilien, Sardinien, Albanien, Griechenland, Kreta, in der Ägäis, in der Türkei, Zypern, Libanon, Syrien und im Gebiet von Israel und Jordanien vor.[3]
- Rumex bucephalophorus subsp. canariensis (Steinh.) Rech.f.: Sie kommt auf den Azoren, auf Madeira und auf den Kanaren vor.[3]
- Rumex bucephalophorus subsp. gallicus (Steinh.) Rech.f.: Sie kommt in Marokko, Algerien, Tunesien, Libyen, Ägypten, auf den Azoren, Kanaren, Portugal, Spanien, Frankreich, Italien, Sizilien, Korsika, Sardinien, Malta, im früheren Jugoslawien, Albanien, Griechenland, Kreta, Albanien, in der Ägäis und in der europäischen und asiatischen Türkei vor.[3]